# 加尔甘塔-德洛斯蒙特斯
加尔甘塔德洛斯蒙特斯，是西班牙马德里自治区的一个市镇。总面积39.66平方公里，总人口393人（2013年），人口密度8人/平方公里。

## 人口
| 1991 | 1996 | 2001 | 2004 | 2008 |
| ---- | ---- | ---- | ---- | ---- |
| 303  | 329  | 317  | 356  | 405  |